# IC 356
IC 356 هو اصطدام مجري، يقع في كوكبة الزرافة. اكتشف في 23 أغسطس 1889 . وقد اكتشفه إدوارد إيمرسون برنارد .

## روابط خارجية
- IC 356 على موقع ويكي سكاي: DSS2, SDSS, GALEX, IRAS, Hydrogen α, X-Ray, Astrophoto, Sky Map, Articles and images